# Cariati
Cariati é uma comuna italiana da região da Calábria, província de Cosenza, com cerca de 8.294 habitantes. Estende-se por uma área de 27 km², tendo uma densidade populacional de 307 hab/km². Faz fronteira com Crucoli (KR), Scala Coeli, Terravecchia.

## Demografia
| Variação demográfica do município entre 1861 e 2011                               |
|                                                                                   |
| Fonte: Istituto Nazionale di Statistica (ISTAT) - Elaboração gráfica da Wikipedia |